# Hydroeciodes trasversa
Hydroeciodes trasversa là một loài bướm đêm trong họ Noctuidae.